# Knocklearoch Farm
Knocklearoch Farm ist ein Bauernhof auf der schottischen Hebrideninsel Islay. Er liegt etwa einen Kilometer südlich von Ballygrant und gehört zu den letzten bewohnten Gebäuden von Knocklearoch. Über eine einspurige, asphaltierte Straße aus Ballygrant sind die Gebäude erreichbar. Loch Lossit liegt etwa 800 m östlich. Am 28. August 1980 wurden das Wohnhaus und die Stallungen von Knocklearoch Farm in die schottischen Denkmallisten in der Kategorie C aufgenommen.

## Beschreibung
Das exakte Baudatum von Knocklearoch Farm ist nicht verzeichnet, so dass nur das frühere 19. Jahrhundert als Bauzeitraum angegeben werden kann. Architektonisch entspricht das Hauptgebäude dem traditionellen schottischen Stil. Das Wohngebäude ist zweistöckig auf einem L-förmigen Grundriss. Die Eingangstür schließt mit einem Rundbogen ab. Alle Fassaden sind in der traditionellen Harling-Technik verputzt. Das Satteldach ist heute mit Asbestziegeln gedeckt. Die Stallungen sind einstöckig mit Speicherboden. Sie wurden aus Bruchstein gebaut und schließen mit einem schiefergedeckten Dach ab.

## Umgebung
Direkt südlich des Bauernhofs sind zwei etwa 2,4 m voneinander entfernte Menhire zu finden. Beide besitzen dreieckige Grundflächen mit Kantenlängen von 150 × 90 × 65 cm beziehungsweise 80 × 80 × 70 cm. Beide Steine sind leicht geneigt und würden bei aufrechtem Stand 1,95 m beziehungsweise 1,7 m hoch aufragen.
In der Nähe von Knochlearoch Farm wurde einst eine Bleimine betrieben. Der exakte Ort ist nicht bekannt. Die Grundmauern der verfallenen Gebäude der Minenarbeiter sind noch in der Umgebung des Bauernhofes zu finden.